# Landkreis Erlangen-Höchstadt
Landkreis Erlangen-Höchstadt är ett distrikt (Landkreis) i Bayern, Tyskland. Genom distriktet går motorvägen A3.
Staden Erlangen är centralort, men är en kretsfri stad och ingår därför inte i distriktet.